# SPRYD7
SPRYD7 (англ. SPRY domain containing 7) – білок, який кодується однойменним геном, розташованим у людей на короткому плечі 13-ї хромосоми. Довжина поліпептидного ланцюга білка становить 196 амінокислот, а молекулярна маса — 21 666.
| 10         |  | 20         |  | 30         |  | 40         |  | 50         |
| ---------- |  | ---------- |  | ---------- |  | ---------- |  | ---------- |
| MATSVLCCLR |  | CCRDGGTGHI |  | PLKEMPAVQL |  | DTQHMGTDVV |  | IVKNGRRICG |
| TGGCLASAPL |  | HQNKSYFEFK |  | IQSTGIWGIG |  | VATQKVNLNQ |  | IPLGRDMHSL |
| VMRNDGALYH |  | NNEEKNRLPA |  | NSLPQEGDVV |  | GITYDHVELN |  | VYLNGKNMHC |
| PASGIRGTVY |  | PVVYVDDSAI |  | LDCQFSEFYH |  | TPPPGFEKIL |  | FEQQIF     |

A: Аланін

C: Цистеїн

D: Аспарагінова кислота

E: Глутамінова кислота

F: Фенілаланін

G: Гліцин

H: Гістидин

I: Ізолейцин

K: Лізин

L: Лейцин

M: Метіонін

N: Аспарагін

P: Пролін

Q: Глутамін

R: Аргінін

S: Серин

T: Треонін

V: Валін

W: Триптофан

Задіяний у таких біологічних процесах, як ацетилювання, альтернативний сплайсинг. 